# Jacinta Kerketta
Pour les articles homonymes, voir Kerketta.
Vous pouvez aider à l'améliorer ou bien discuter des problèmes sur sa page de discussion.
- Son texte doit être wikifié : il ne correspond pas à la mise en forme Wikipédia (style, typographie, liens internes, liens entre les wikis, etc.). (Marqué depuis février 2025)
- Il est orphelin : moins de trois articles lui sont liés. Aidez à ajouter des liens en plaçant le code [[Jacinta Kerketta]] dans les articles relatifs au sujet. (Marqué depuis février 2025)

Jacinta Kerketta, née le 3 août 1983 à khudapos, est une journaliste, poète et militante indienne de langue hindi. Sa poésie et son journalisme mettent en valeur l'identité adivasi de la jeunesse, les protestations contre l'oppression systémique des Adivasis (des tribals) en Inde, la violence sexiste, en particulier contre les femmes, les déplacements et remettent en question l'apathie de l'État en matière de gouvernance. Forbes India l'a nommée l'une des 20 meilleures femmes autodidactes d'Inde en 2022.

## Biographie

### Enfance
Kerketta est née le 3 août 1983, de Pushpa Anima Kerketta et Jay Prakash Kerketta à Khudaposh, un village du district de West Singhbhum de l'État indien du Jharkhand situé près de la forêt de Saranda à la frontière Jharkhand- Odisha . Elle et sa famille appartiennent à la tribu Oraon . Son père est un athlète de marathon qui travaille comme agent de sécurité dans une école locale gérée par une église, puis il travaille temporairement dans la police.

### Éducation
Kerketta étudie principalement dans différentes écoles de la division de Santhal Pargana au Jharkhand et également à Betiya dans le district de West Champaran au Bihar. Elle va dans un pensionnat missionnaire à Manoharpur à l'âge de 13 ans. Elle obtient sa licence en communication de masse et production vidéo du St. Xavier's College de Ranchi en 2006. En 2016, elle obtient sa maîtrise en communication de masse à l'Université de Ranchi.

### Carrière
Selon son témoignage, Kerketta décide de devenir journaliste après avoir été témoin d'une violence intense qui est passée inaperçue auprès des journalistes locaux. De 2010 à 2013, elle est employée comme journaliste par l'édition Ranchi du quotidien hindi Dainik Jagran. En 2014, elle reçoit un prix du PNUD et mène une étude intitulée « Adivasi And Mining In Five Districts Of Jharkhand ». Depuis 2019, elle est consultante pour l'édition hindi du portail d'information en ligne indien The Wire et pour l'édition Ranchi du quotidien Prabhat Khabar. En plus de son travail journalistique, Kerketta est également activiste sociale. Depuis 2015, elle travaille pour l'éducation des filles dans les villages tribals des districts de Simdega et Khunti au Jharkhand, avec le soutien de la Fondation Kutchina, Kolkata, entre autres.

## Publications
Le travail de Kerketta se concentre sur son État d'origine, le Jharkhand, qui est séparé du Bihar en 2000 et qui compte plus de 26 % de population tribale. L'industrialisation qui suit la formation de l'État et son impact néfaste sur les moyens de subsistance des tribals sont illustrés dans ses écrits. Elle a également critiqué la réponse violente de l’État aux conflits. Son premier recueil de poésie bilingue hindi-anglais, Angor, a été traduit en allemand, en italien et en français. Son deuxième recueil de poésie bilingue hindi-anglais, Jadon ki Zameen, a été traduit en anglais et en allemand. « Ishwar aur Bazaar » est son troisième recueil de poésie.
- Angor (Angor traduit par Annie Montant)
- Jadon ki zamin (Land of the roots)
- Ishwar aur bazar ( Le Dieu et le marché)
- Jacinta ki Diary ( Le journal de Jacinta)
- Jirhul

## Distinctions
En 2014, elle est récompensée par l'Asia Indigenous People's Pact (AIPP) à Bangkok pour son travail journalistique Indigenous Voice of Asia. Cette année-là, elle reçoit également un prix pour ses poèmes de l’organisation de la société civile de Jharkhand Indigenous Peoples Forum et le prix Prerana Samman de l’Association culturelle Chota Nagpur. De plus, L'institut de Ravishankar Upadhyay Memorial à Varanasi lui décerne le prix Ravishankar Upadhyay Memorial Youth Poetry. En 2017, le quotidien Prabhat Khabar lui décerne le prix Aparajita. En 2019, elle a reçu le prix de reconnaissance des femmes exemplaires de la Fondation de la Confédération de l'industrie indienne (CII). Elle est nommée l'une des 20 meilleures femmes autodidactes d'Inde en 2022 par Forbes India,.
En novembre 2023, Kerketta refuse l' Aaj Tak Sahitya Jagriti Udyman Pratibha Samman, un prix littéraire décerné par l'India Today Group, pour son recueil de poèmes en hindi Ishwar aur Bazaar. Pour expliquer sa décision, elle poste sur X : « À une époque où le respect pour la vie des tribus du pays est en baisse, où les tribus du centre de l'Inde et du Manipur n'ont aucune dignité de vie et où la vie des personnes et des enfants d'autres communautés est continuellement attaquée, comment un quelconque honneur peut-il réjouir un poète ou un écrivain ? » En outre, elle dénonce le manque de couverture des incidents au Manipur par les médias grand public.
En septembre 2024, Kerkettarefuse encore le prix Room to Read Young Author Award, décerné en reconnaissance de son recueil de poésie pour enfants Jirhul. Elle rejette l'attribution du prix en signe de protestation contre la complicité des entités adjudicatrices US AID et Room to Read India Trust dans le conflit israélo-palestinien, et en particulier contre les liens de Room to Read India Trust avec Boeing,.